# Kenpi

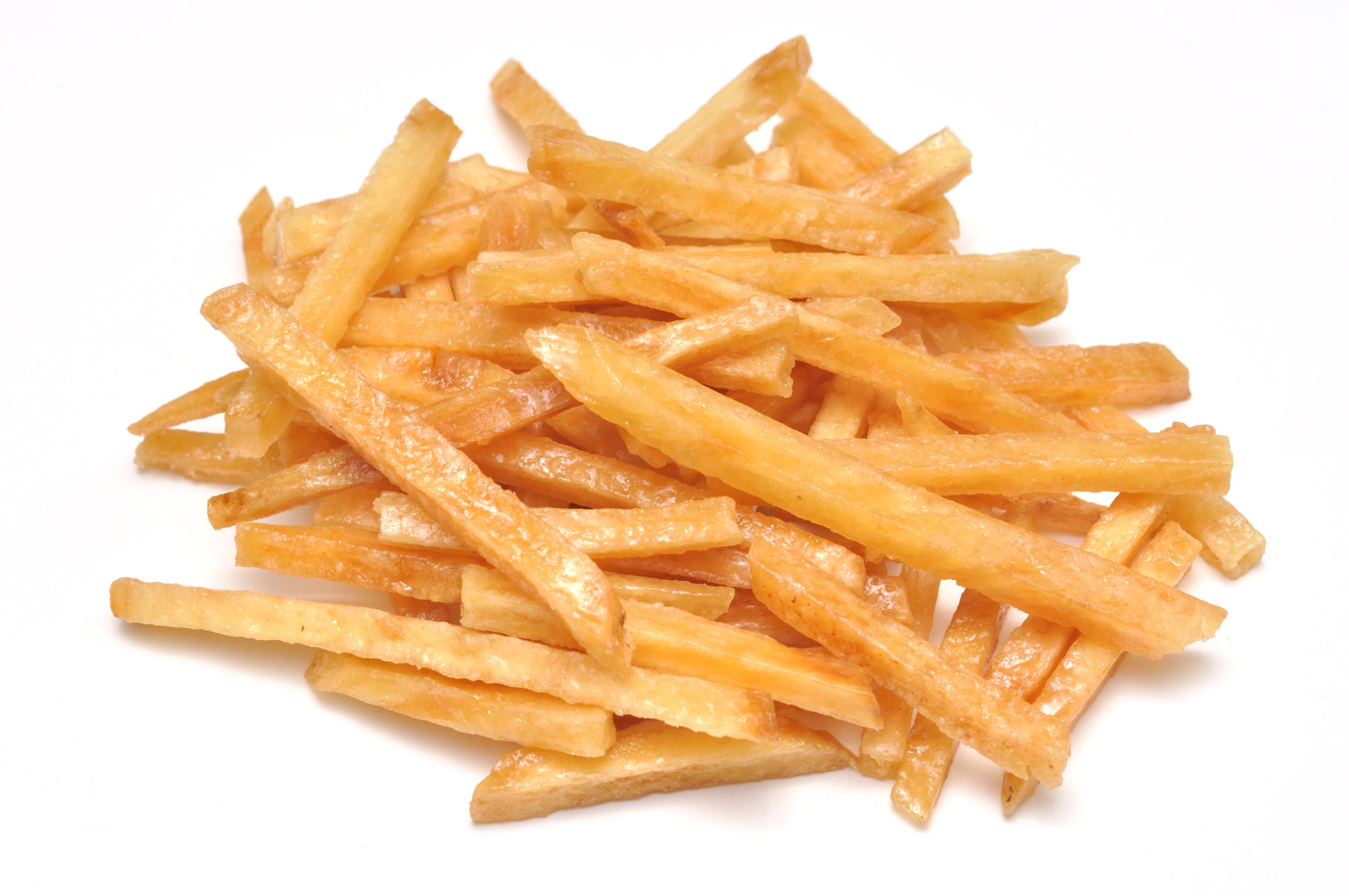
Kenpi.

El kenpi (けんぴ?) o imo-kenpi (芋けんぴ, donde 芋 significa ‘taro’) es un aperitivo y un omiyage/meibutsu habitual de la prefectura de Kōchi, Japón.
Consiste en tiras de batata confitada, con aspecto parecido a patatas fritas, pero duras y con un sabor dulce azucarado.
- Datos: Q6391336
- Multimedia: Imo-kenpi / Q6391336